# In-N-Out Burger
In-N-Out Burger – regionalna sieć barów szybkiej obsługi znajdujących się głównie w południowo-zachodniej części Stanów Zjednoczonych oraz na wybrzeżu Pacyfiku, założona w Baldwin Park w Kalifornia w 1948 roku przez Harry’ego Snydera i jego żonę Esther Snyder. Główna siedziba znajduje się obecnie w Irvine w Kalifornii. Sieć powoli rozprzestrzenia się na całą Kalifornię, jak również w Arizonie, Nevadzie, Utah, Teksasie oraz w Oregonie. Obecnym właścicielem jest Lynsi Snyder, jedyna wnuczka Harry’ego.
W miarę rozwoju sieci, otwartych zostało kilka nowych centrów dystrybucyjnych, obok tego w Baldwin Park. Nowe obiekty położone w Lathrop, Phoenix, Draper i Dallas zapewniają możliwość przyszłej ekspansji w innych częściach kraju.

## Historia

### Pierwsza generacja
Pierwsza lokalizacja została otwarta przez Snydera w 1948 roku na przedmieściach Los Angeles w Baldwin Park w Kalifornii, na południowo-zachodnim rogu skrzyżowania Interstate 10 i Francisquito Avenue. Była pierwszą restauracją typu drive-in w Kalifornii, pozwalającą klientom składać zamówienia za pomocą systemu głośników dwudrożnych. Było to innowacyjne rozwiązanie, ponieważ w czasach po II wojnie światowej zamówienia były przyjmowane i przynoszone do samochodów przez kelnerki. Druga restauracja In-N-Out została otwarta trzy lata później na zachód od skrzyżowania Grand Avenue i Arrow Highway w West Covina. Do lat siedemdziesiątych firma pozostawała stosunkowo małą siecią. Snyder ściśle nadzorował pierwsze restauracje aby mieć pewność, że jakość została utrzymana. Sieć składała się z 18 restauracji, gdy Harry Snyder zmarł w 1976 roku w wieku 63 lat.

### Druga generacja
W roku 1976, po śmierci ojca prezesem firmy został Rich Snyder. Wraz z bratem Guyem prawdopodobnie zaczął pracę w In-N-Out w młodym wieku. W ciągu kolejnych 20 lat sieć przeżywała okres gwałtownego rozwoju pod przewodnictwem Richa, zwiększając liczbę restauracji do 93. Pierwsza restauracja poza metropolią Los Angeles otwarta została w hrabstwie San Diego w 1990 roku (61 restauracja w sieci). W 1992 In-N-Out otworzyło pierwszą restaurację poza południową Kalifornią w Las Vegas. Pierwsza lokalizacja w północnej Kalifornii została otwarta w Modesto rok później. Później nastąpiła ekspansja na północną Kalifornię wliczając San Francisco, powstały również dodatkowe restauracje na obszarze Las Vegas. Jednak po otwarciu 83 restauracji we Fresno 15 grudnia 1993 Rich Snyder oraz czterech innych pasażerów zginęło w katastrofie samolotu podczas próby lądowania na lotnisku Johna Wayne’a w Kalifornii. Samolot czarterowy, na którym się znajdowali wpadł w turbulencje lecąc za Boeingiem 757 i rozbił się. Śledztwo doprowadziło do ustanowienia przez Federalną Administrację Lotnictwa przepisu o odpowiedniej odległości między ciężkimi samolotami oraz lecącymi po nich lekkimi jednostkami w celu zmniejszenia turbulencji w śladzie aerodynamicznym.
Po śmierci Richa Snydera w 1993 roku Guy Snyder objął przewodnictwo i kontynuował agresywną ekspansję firmy, dopóki nie zmarł z powodu przedawkowania leków przeciwbólowych w 1999 roku. Był prezesem przez sześć lat, poszerzając In-N-Out z 83 do 140 restauracji. Następnie przewodnictwo przejęła jego matka Esther.

### XXI wiek

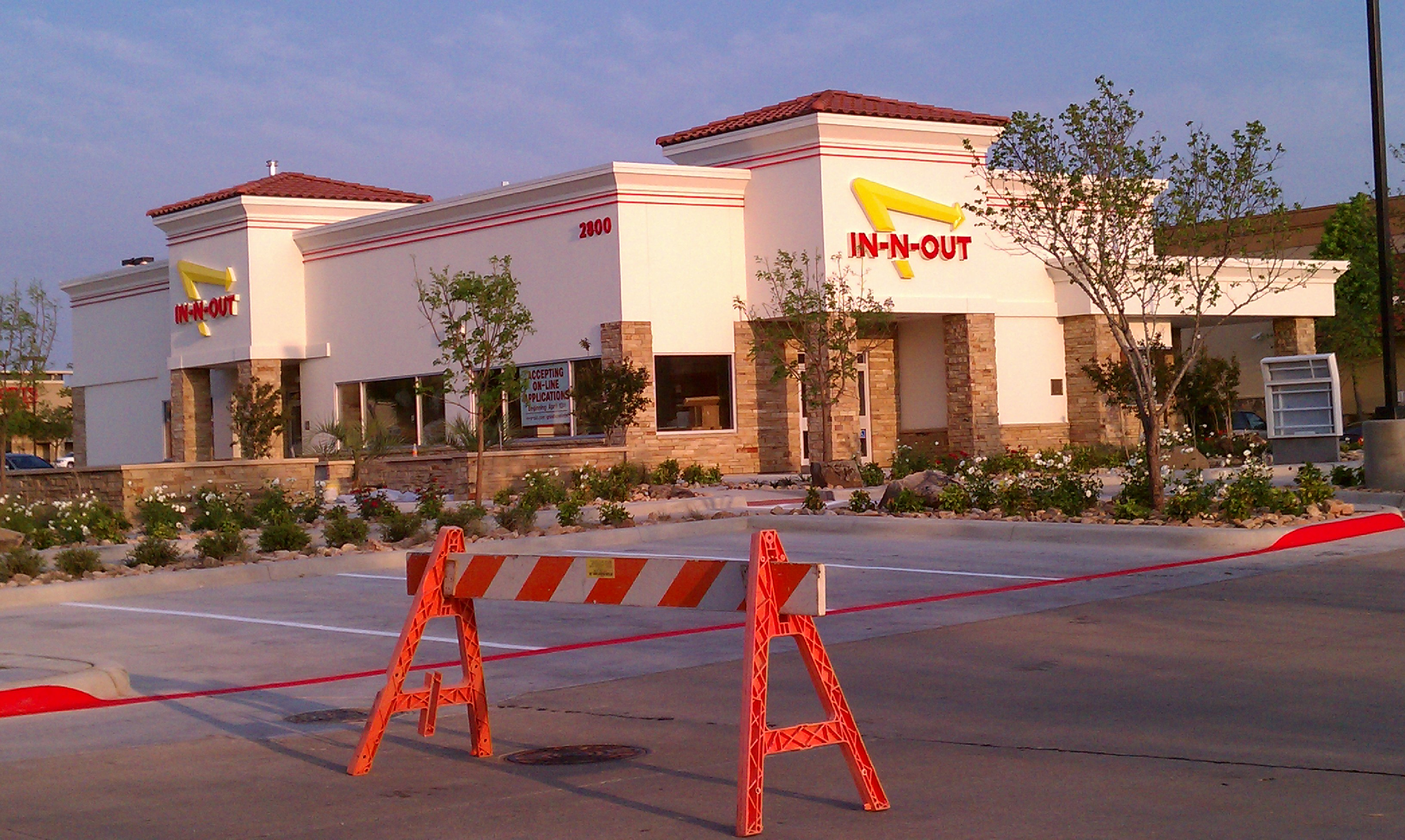
In-N-Out we Frisco

Firma otworzyła restauracje w Arizonie w 2000 roku oraz w Reno, Sparks i Carson City pod koniec 2004. In-N-Out odniosło ogromny sukces w nowych miejscach. W 2007 roku otworzono pierwszą restaurację w Tucson. Otwarcie lokalu spowodowało pobicie rekordu firmy na największą sprzedaż burgerów zarówno w jeden dzień, jak i tydzień. W 2008 In-N-Out rozszerza działalność na czwarty stan i otworzyło restaurację w Washington, Utah na przedmieściach St. George. Pod koniec roku 2009 sieć otworzyła 3 nowe restauracje w Draper, American Fork, oraz Orem. Inne lokale otwarte zostały wiosną 2010 roku w West Valley City, West Jordan, Centerville oraz Riverton. 

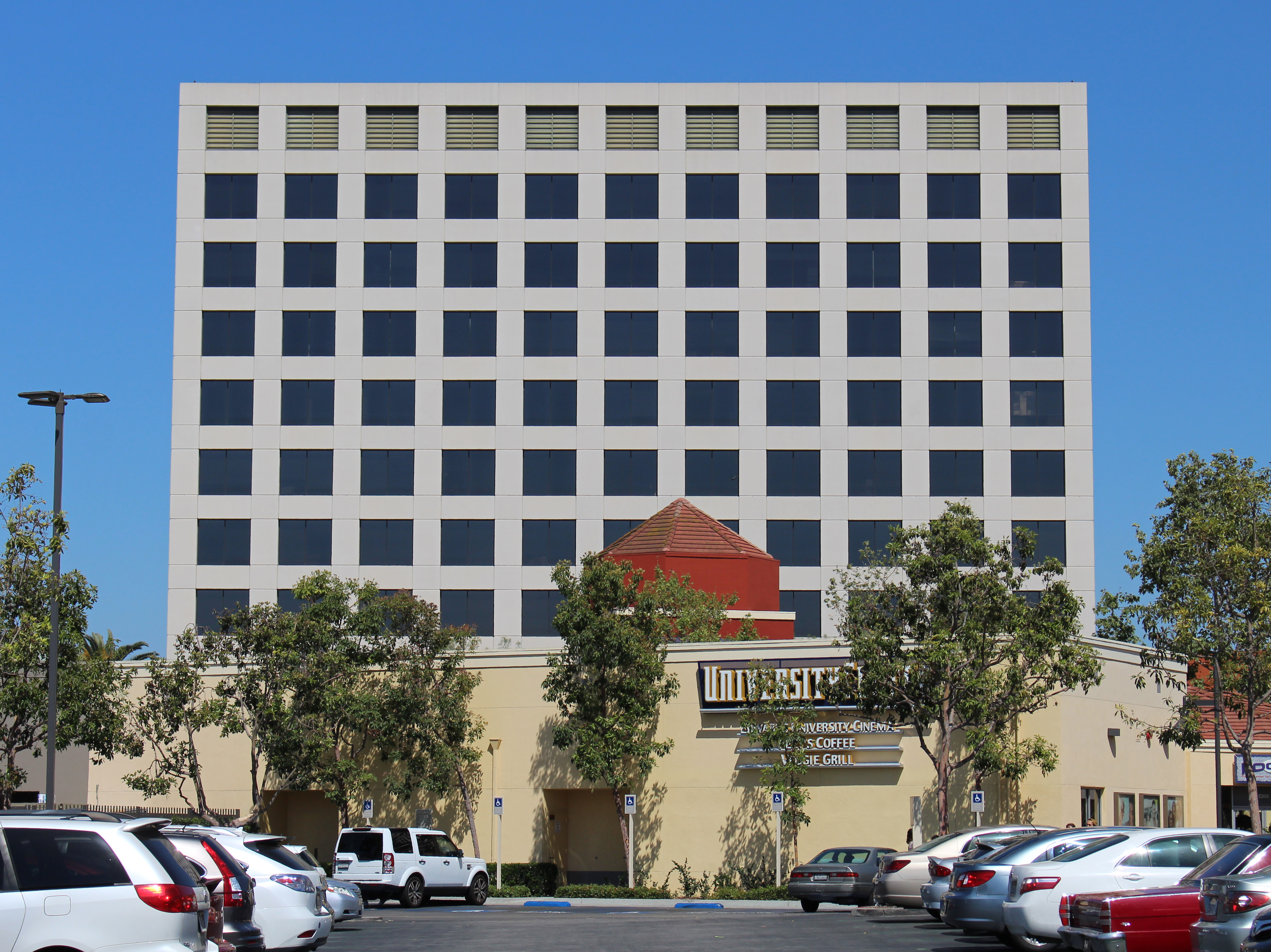
Siedziba In-N-Out w Irvine

W maju 2010 In-N-Out ogłosiło plany ekspansji w Teksasie szczególnie w obszarze Dallas-Fort Worth. Powstało 21 restauracji w tym miejscu i dwie (z trzecią w budowie) na obszarze Austin. Spowodowało to konieczność zbudowania przez firmę zakładu produkcyjnego oraz centrum dystrybucji w Teksasie. W marcu 2014 firma potwierdziła pierwszą placówkę w San Antonio.
Firma otworzyła swoją pierwszą restaurację w stanie Oregon w dniu 9 września 2015 (dzień urodzin Harry’ego Snydera) w Medford. Prezes Lynsi Snyder podczas otwarcia oznajmiła, że sieć In-N-Out będzie się dalej rozwijała.
Chociaż firma rosła, starała się utrzymać swoje rodzinne korzenie. W 2006 roku w wieku 86 lat zmarła Esther Snyder. W związku z tym kierownictwo przejął Mark Taylor. Został on tym samym piątym prezesem firmy, pierwszą osobą spoza rodziny obejmującą to stanowisko.Miał jednak powiązania z tą rodziną. Obecną dziedziczką firmy jest Lynsi Snyder, córka Guya i wnuczka Esther i Harryego Snyderów. Uzyskała 50% kontroli nad w firmą w 2012 kiedy to skończyła 30 lat. Pełną kontrolę obejmie kończąc 35 lat. Lynsi Snyder objęła przewodnictwo w 2010 roku i została tym samym szóstym prezesem spółki. Jednak większość ważnych decyzji podejmowana jest przez siedmioosobowy zespół wykonawczy.

Hrabstwa z co najmniej jedną restauracją In-N-Out

## Kwestie prawne

### Pozew Richa Boyda (2006)
W 2006 roku Rich Boyd, jeden z wiceprezesów In-N-Out oraz posiadacz dwóch trzecich akcji spółki, oskarżył Lyndsi Martinez oraz sprzymierzone kadry kierownicze o próbę bezpodstawnego wyrzucenia go. Firma natomiast odpowiedziała pozwem przeciw Boydowi, oskarżając go o to, że prace budowlane wykonane na jego prywatnej własności opłacone zostały z budżetu firmy, a także sprzyjanie wykonawcom z niekonkurencyjnych firm. W kwietniu sędzia oddalił oba oskarżenia przeciw Boydowi. Termin rozprawy ustalony został na 17 października 2006, jednak nigdy do niej nie doszło, a ugoda została osiągnięta pozasądowo.

### Pozew o naruszenie przez Chadder (2007)
W czerwcu 2007 roku spółka złożyła pozew o naruszenie znaku towarowego przeciwko restauracji o nazwie Chadder w American Fork w Utah, twierdząc, że jej wygląd i działanie zbyt mocno przypominały In-N-Out, oraz że naruszone zostały towarowe z menu, takie jak „Animal Style”, „Protein Style”, „Double-Double” i inne. Klienci kontaktowali się z działem obsługi z pytaniami czy In-N-Out otworzyło nową restaurację w Utah pod inna nazwą lub czy mają jakieś powiązania z tą restauracją. Kilku klientów stwierdziło, że zamówili produkty ze znakami towarowymi In-N-Out, takie jak Protein lub Animal Style. 7 czerwca 2007 roku radca prawny spółki odwiedził restaurację Chadders i przyglądał się pomieszczeniom i działaniom oraz zamówił posiłek, którego nie było w menu. Zażyczył sobie „Double-Double Animal Style z frytkami Animal Fries”, a jego zamówienie zostało zrealizowane. Sędzia Ted Steward wydał ograniczenia dla Chadder odnośnie do podobnego wyglądu. W 2009 In-N-Out otworzyło restaurację w American Fork w odległości niecałej mili od restauracji Chadder. Restauracja Chadder zbankrutowała po otwarciu restauracji In-N-Out.

### Pozew DoorDash (2015)
W dniu 6 listopada 2015, In-N-Out złożyła pozew przeciwko DoorDash, firmie dostarczającej posiłki, oskarżając ją o naruszenie znaku towarowego i zasad uczciwej konkurencji. Treść oskarżenia jest następująca: „Zasady używania znaku towarowego powoda przez pozwanego wymagają od pozwanego nie tylko dostarczania produktów In-N-Out do klientów, ale również zapewnienia jakości usług podobnej jak w przypadku zamawiania ich bezpośrednio u powoda. Na podstawie pewnych doniesień można stwierdzić, że jakość usług oferowana przez pozwanego nie odpowiada standardom, jakich klienci oczekują od produktów i usług powoda. Ponadto powód nie ma kontroli nad czasem dostawy produktów, temperaturą, w jakiej znajdują się one podczas transportu, ani nad stosowaniem przez dostawców norm bezpieczeństwa dotyczących żywności. Podczas gdy powód przestrzega zasad Kodeksu Żywności, istnieją przesłanki pozwalające stwierdzić, że pozwany nie stosuje się do tych przepisów.”

## Produkty

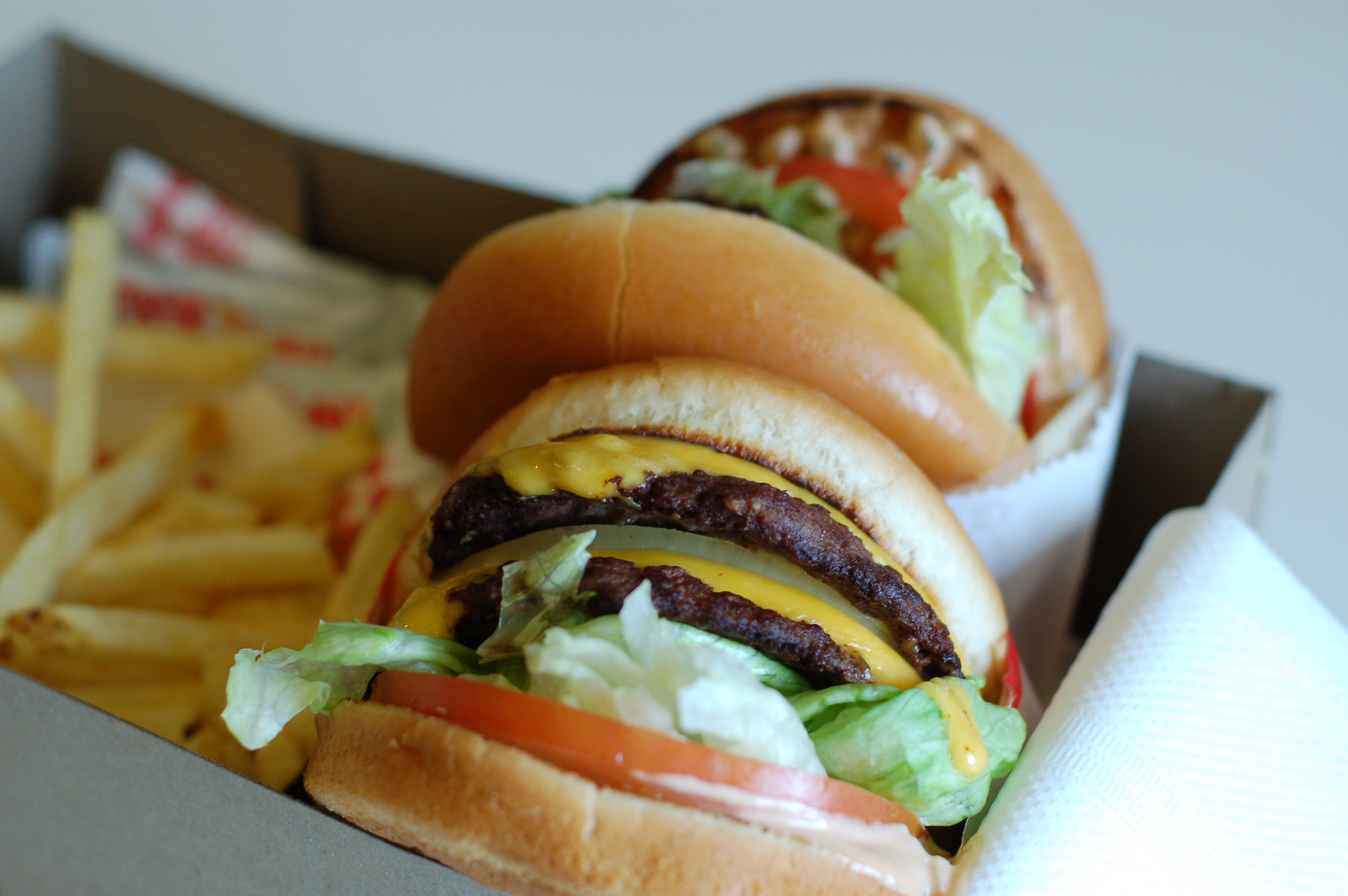
Cheeseburger z frytkami

Menu In-N-Out składa się z trzech rodzajów burgera: hamburger, cheeseburger oraz „Double-Double”. Dostępne są frytki i napoje, jak również 3 smaki koktajli mlecznych. Hamburgery zawierają sałatę, pomidora oraz cebulki (klient decyduje podczas zamawiania, mogą być świeże lub grillowane) i sos zwany „spread” (wariant sosu tysiąca wysp). Oprócz tego istnieją produkty niewymienione w menu. Są one częścią „tajnego menu”, które można znaleźć na stronie internetowej spółki. Są to między innymi 3x3 (3 kawałki mięsa i 3 kawałki sera) 4x4 (4 kawałki mięsa i 4 plasterki sera), szejki Neapolitańskie, grillowana kanapka z serem (składa się z tych samych składników co hamburger, z wyjątkiem mięsa, plus dwa plasterki topionego sera), Protein Style (wrap z sałatą, składa się z tych samych składników co hamburger poza bułką) oraz Animal Style. Do 2004 In-N-Out przyjmowało zlecenia o dowolnej wielkości, dodając mięso i plasterki sera, za dodatkową opłatą. Szczególnie słynny stał się incydent 100x100 (100 hamburgerów i 100 plasterków sera) mający miejsce w 2004 roku. Gdy wieść o niezwykle wielkiej kanapce rozeszła się, zarząd In-N-Out zabronił przygotowywania posiłków większych niż 4x4. Można także zamówić „Latającego Holendra”, który składa się z 2 hamburgerów i 2 plasterków sera (bez bułki, przypraw i warzyw).

## Konstrukcja i układ sklepu

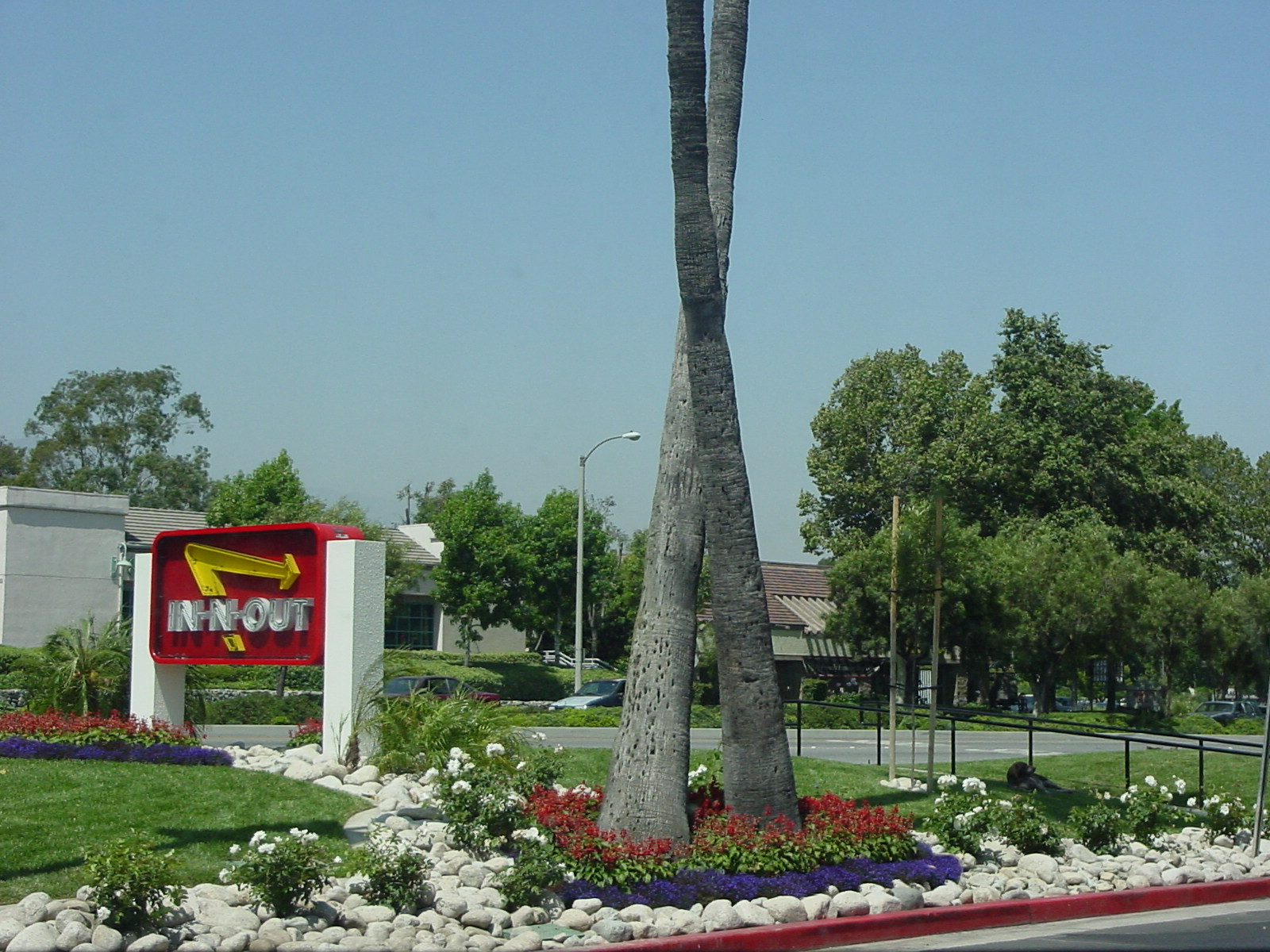
Palmy ułożone w literę „X”

Barwy In-N-Out to biały, czerwony i żółty. Białego koloru są zewnętrzne ściany budynku oraz stroje pracowników. Czerwone są dachy oraz fartuchy i czapki. Żółty używany jest do dekoracyjnego pasma na dachu oraz charakterystycznego zygzaku w logo. Pierwsze restauracje In-N-Out miały wspólny projekt, według którego kuchnia umieszczona była między dwoma rzędami samochodów. Metalowe markizy zapewniały cień nad kilkoma stolikami dla klientów, którzy chcieli zaparkować i jeść, nie było możliwości jedzenia wewnątrz. Żywność i zaopatrzenie przechowywane były w osobnym budynku. Często proszono klientów o zaczekanie kilka minut, ponieważ pracownik przywoził zapasy. Dzisiejsza typowa lokalizacja posiada wewnętrzny układ. Istnieją oddzielne obszary składowania towarów papierowych (serwetki, torby) i „suchej” żywności (ziemniaki, bułki), a także lodówka na towary łatwo psujące się (sałata, ser, sos) oraz specjalna lodówka na mięso. Obszar dla klientów obejmuje wewnętrzną jadalnię, na zewnątrz dostępne są stoły i ławki.
Istnieją inne elementy powszechne wśród dzisiejszych restauracji In-N-Out. Palmy sadzone są w taki sposób aby przypominały literę „X” przed restauracją. Jest to aluzja do ulubionego filmu założyciela Harry’ego Snydera, „Ten szalony, szalony świat” w reżyserii Stanleya Kramera, w którym bohaterowie szukają ukrytego skarbu i znajdują go pod „wielkim W” utworzonym przez cztery palmy, z czego dwie środkowe tworzą znak „X”.

## Reklama

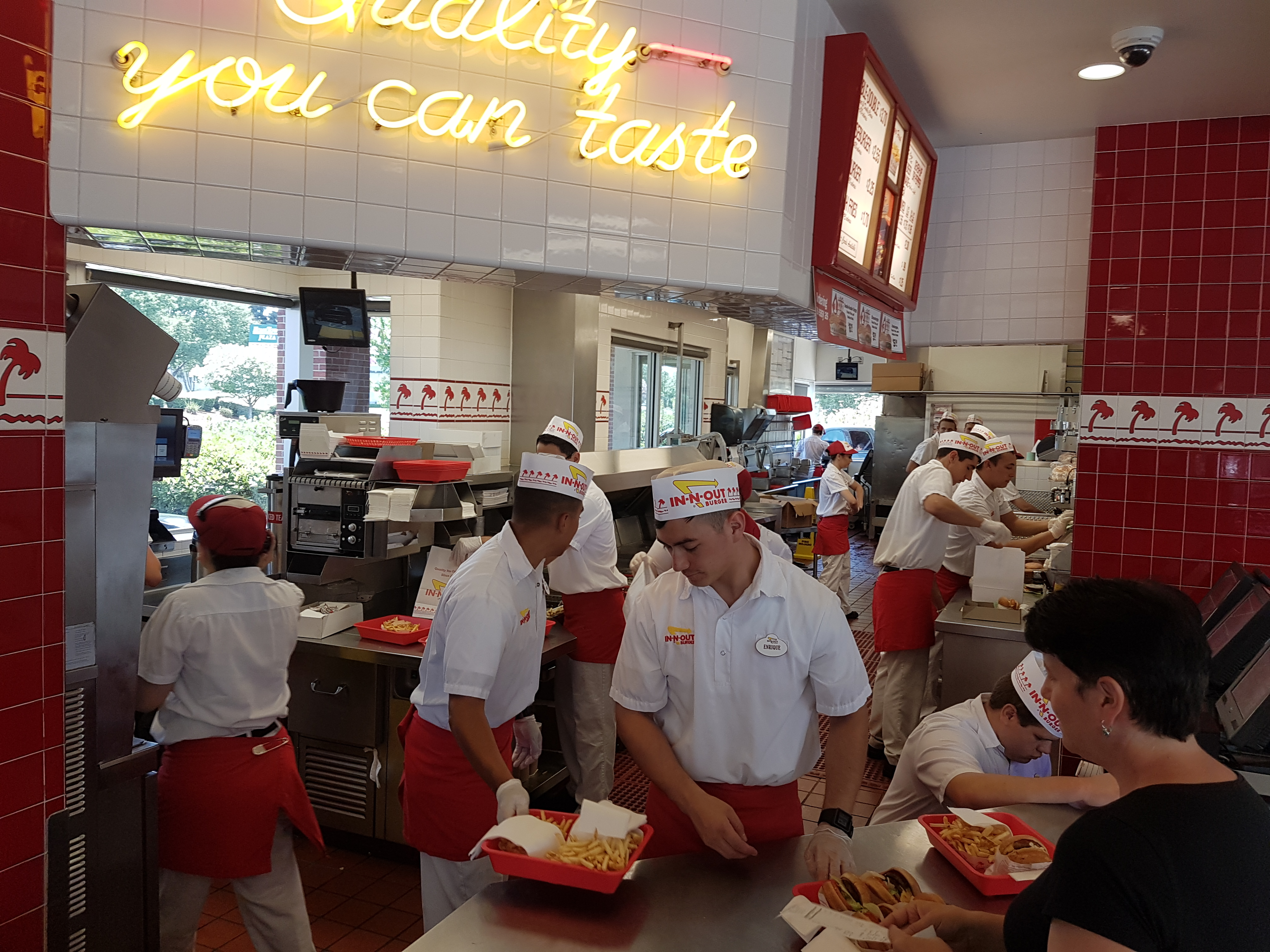
Typowe wnętrze restauracji

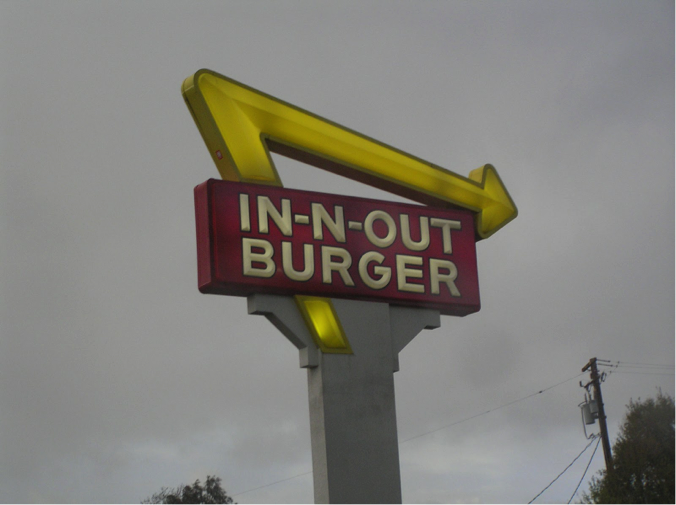
Przydrożny billboard z logo In-N-Out

Podobnie jak inne sieci fast food, In-N-Out wykorzystuje billboardy przydrożne, które przyciągają klientów do najbliższej restauracji. Sieć wykorzystuje krótkie reklamy radiowe, często ograniczone do krótkiego „In-N-Out, In-N-Out”. Spoty telewizyjne, które są mniej popularne, uwydatniają atrakcyjność wizualną hamburgera. In-N-Out rzadko zatrudnia gwiazdy do reklam, jednak John Cleese i John Goodman wystąpili w spotach reklamowych. Oprócz konwencjonalnych, płatnych reklam, In-N-Out korzystało z pozytywnych opinii roznoszonych przez fanów. Przez wiele lat firma dawała klientom bezpłatne naklejki na zderzak z napisem „In-N-Out Burger”. Firma reklamuje się również sprzedając oddanym klientom pamiątkową odzież ze swoim logo.